# Carlo Ceriana-Mayneri
Grof Carlo Ceriana-Mayneri, italijanski general, * 8. marec 1886, Torino, † 16. april 1960, Rim.